# Union sportive de Macouria
Maillots
L'Union sportive de Macouria, plus couramment abrégé en US Macouria, est un club guyanais de football basé à Tonate, bourg de la commune de Macouria, dans l'arrondissement de Cayenne.
Le club joue ses matchs à domicile au Stade Emmanuel Courat, doté de 2 000 places.

## Palmarès
| Compétitions nationales |
| --- |
| - Championnat de Guyane (1) : - Champion : 2006-07. - Coupe de Guyane (1) : - Vainqueur : 2005-06. - Finaliste : 2000-01 et 2008-09. |

## Personnalités du club

### Présidents du club
| - Steve Louvrier-Saint-Mary - Lucien Rheny | - Thierry Louis |

### Entraîneurs du club
- Olivier Ridarch

### Anciens joueurs du club
- Claude Dambury
- Rhudy Evens